# 海南山牵牛
海南山牵牛（学名：Thunbergia fragrans subsp. hainanensis）是爵床科山牵牛属碗花草的亚种，为中国的特有植物。分布于中国大陆的广西、广东、海南等地，生长于海拔400米的地区，目前尚未由人工引种栽培。

## 别名
海南老鸦嘴（海南植物志）